# Le diable s'habille en Prada (film)
Pour les articles homonymes, voir The Devil Wears Prada et Le Diable s'habille en Prada.
Série
Le diable s'habille en Prada 2
(2026)
Pour plus de détails, voir Fiche technique et Distribution.
Le diable s'habille en Prada (The Devil Wears Prada) est une comédie romantique américaine réalisée par David Frankel et sortie en 2006.
Il s’agit de l'adaptation du roman du même nom de Lauren Weisberger, publié en 2003.
Le film met en scène Meryl Streep dans le rôle de Miranda Priestly, une rédactrice en chef caractérielle et influente, et Anne Hathaway dans le rôle d'Andrea Sachs, une jeune diplômée qui arrive à New York et qui devient assistante de Miranda. On compte également dans la distribution principale Emily Blunt et Stanley Tucci, dans les rôles respectifs de la première assistante de Miranda, Emily Charlton, et le directeur artistique du magazine, Nigel.
Même si le film se concentre sur le monde de la mode, de nombreuses maisons de stylisme décident de ne pas être citées, de peur de déplaire à la rédactrice en chef de Vogue, Anna Wintour, qui est prétendument l'inspiration principale du personnage de Miranda. Néanmoins, beaucoup autorisèrent que l'on utilise leurs vêtements et leurs accessoires, ce qui en fait un des films les plus coûteux en costumes. Anna Wintour, malgré son scepticisme réputé, dit avoir apprécié le film et plus particulièrement la performance de Meryl Streep.
Une suite est prévue pour 2026.

## Synopsis
Andrea « Andy » Sachs est une jeune journaliste en recherche d'emploi après avoir reçu son diplôme de l'Université Northwestern. Malgré son mépris pour la prétendue superficialité du monde de la mode, elle obtient à sa plus grande surprise le poste très prisé d'assistante de Miranda Priestly, rédactrice en chef du magazine de mode Runway. Andy prévoit de rester un an sous le traitement humiliant et les demandes successives de Miranda. Par la suite, recommandée par cette dernière, elle pourra travailler où elle veut. Il lui est dit régulièrement que n'importe quelle femme tuerait pour avoir son poste. La jeune femme comprend qu'elle a de la chance, mais elle ignore que c'est le début de la fin de sa vie sociale et surtout de sa vie de couple.
Les premières semaines, Andy fait très maladroitement le travail demandé et ne s'intègre pas avec les autres employées, bien mieux habillées et amatrices de potins, notamment la première assistante de Miranda, Emily Charlton. Cette dernière se montre dès le début très condescendante envers elle, bien décidée à la laisser se débrouiller seule. Cependant, elle trouve un allié en la personne de Nigel, directeur artistique du magazine, qui, au fil des jours, lui apprend mieux ses responsabilités et l'aide à mieux s'habiller pour montrer ses efforts et son investissement dans sa position. Elle rencontre également Christian Thompson, un jeune écrivain séduisant, qui lui offre son aide pour son travail. Alors qu'elle répond de plus en plus à tous les souhaits de Miranda, les relations d'Andy avec ses proches battent de l'aile, avec ses amis de l'université mais surtout avec son petit ami Nate, un chef cuisinier  qui travaille dur pour monter en grade.
Miranda, finalement impressionnée par Andy, l'autorise à être celle qui lui transmettra le « book », une maquette des prochaines éditions du magazine, chez elle, accompagné de ses vêtements récupérés au pressing. Emily donne des instructions à Andy : elle doit poser les vêtements dans la porte à gauche de l'entrée, puis déposer le book sur la table avec des fleurs. Andy arrive chez Miranda mais découvre que les instructions d'Emily sont trop vagues : il y a plusieurs portes et plusieurs tables avec des fleurs. Les jumelles de Miranda, Caroline et Cassidy, lui montrent la bonne porte, puis mentent en disant qu'elle peut leur apporter le book à l'étage, comme Emily l'aurait déjà fait plusieurs fois. Alors qu'Andy arrive en haut des escaliers, elle surprend Miranda et son mari en pleine dispute. Mortifiée, Andy laisse le book et s'enfuit de la maison.
Le lendemain, Miranda demande à Andy de trouver le nouveau tome de Harry Potter, qui n'a pas encore été publié, et que si Andy ne trouve pas la copie, elle sera virée. Andy cherche tous les moyens de trouver ce livre, en vain, et est sur le point de démissionner quand elle se souvient de Christian et l'appelle pour qu'il l'aide avec ses contacts. Andy surprend alors Miranda en lui donnant le livre mais également en lui disant qu'elle a envoyé deux copies à ses jumelles pour qu'elles puissent le lire dans le train, ne laissant aucun doute sur les aptitudes d'Andy : elle a accompli cette tâche à première vue impossible, et a sauvé sa place. Peu à peu, Andy dépasse même Emily, et commence, lentement mais sûrement, à s'aligner sur la philosophie de Runway, même sans le vouloir.
Un jour, Miranda récompense Andy, qui l'a sauvée d'un moment embarrassant à un événement de charité, en lui demandant de l'accompagner à la Fashion Week de Paris à l'automne à la place d'Emily. D'abord, Andy refuse à cause de l'investissement d'Emily pour cet événement, mais est forcée par Miranda qui lui dit qu'elle perdrait son emploi si elle refuse. Andy essaie alors de le dire à Emily au téléphone alors qu'elle se dirige au travail. Plus concentrée par la conversation que par la route, Emily se fait frapper par une voiture en marche : en résulte une jambe cassée et d'autres blessures. Andy lui annonce alors la triste nouvelle à l'hôpital.
Quand Andy annonce à Nate qu'elle part à Paris, il lui reproche de ne pas assumer qu'elle est devenue tout ce qu'elle méprisait, et le couple se sépare. À Paris, Andy est émerveillée par la ville et les défilés de la Fashion Week. Un soir, alors qu'elle amène le book à Miranda, celle-ci, démaquillée et en peignoir, lui dévoile que son mari a demandé le divorce. Miranda lui confie que sa plus grande inquiétude concerne les conséquences de la séparation sur ses filles. Après cette séquence, Nigel fait savoir à Andy qu'il a accepté de devenir directeur artistique dans la compagnie du jeune styliste James Holt, sur recommandation de Miranda. Andy succombe ensuite aux charmes de Christian. Le lendemain matin, après avoir passé la nuit avec lui, elle apprend par Christian que Jacqueline Follet, rédactrice-en-chef de Runway France que Miranda déteste, va remplacer Miranda à la direction de Runway USA. En dépit tout ce que sa patronne lui a fait endurer, Andy essaie de prévenir Miranda.
Au déjeuner qui se tient le jour suivant, cependant, Miranda annonce que c'est Jacqueline Follet qui prendra le poste convoité par Nigel auprès de James Holt. Andy est bouche bée. Nigel, bien que déçu, lui dit que sa loyauté envers Miranda paiera un jour ou l'autre, ce dont Andy doute ouvertement. Plus tard dans la journée, alors que Miranda et Andy sont en voiture pour aller à un défilé, Miranda explique à Andy, toujours impressionnée, qu'elle apprécie les efforts qu'elle avait fait pour la prévenir, mais qu'elle savait déjà tout, qu'elle a préféré sacrifier Nigel pour sauver son poste et qu'elle a menacé le propriétaire de Runway aux moyens d'une liste de stylistes qui lâcheraient aussitôt le magazine si elle était limogée. Elle explique ensuite qu'elle se voit un peu en Andy. Cette dernière, dégoûtée, dit qu'elle ne ferait jamais ça à quiconque. Miranda lui répond alors qu'elle l'a déjà fait quand elle a sacrifié Emily pour se rendre à Paris avec elle. Malgré tout cela, Miranda ajoute : « Tout le monde rêve d'avoir cette vie. Tout le monde rêve d'être nous. » Quand la voiture s'arrête, Andy sort et jette son téléphone dans la fontaine de la place de la Concorde, laissant Miranda, Runway, et tout le monde de la mode derrière elle.
Quelques jours plus tard, Andy va voir Nate, qui déménage à Boston pour son nouveau travail : on lui a offert une place de chef en second. Andy s'excuse auprès de Nate, et ils plaisantent au sujet des croque-monsieurs, laissant l'avenir de leur relation incertain. Le même jour, Andy passe un entretien et est prise dans la rédaction d'un grand magazine de New York. L'éditeur-en-chef raconte à Andy qu'il a appelé Runway pour avoir les références d'Andy, et que Miranda lui a répondu elle-même, disant qu'Andy était « sa plus grande déception », mais qu'il ne serait "qu'un idiot" s'il ne la prenait pas. Andy offre la garde-robe qu'elle avait gardée de Paris à Emily, et cette dernière prévient la nouvelle deuxième assistante qu'elle a un grand vide à combler. Andy passe devant le building de Runway et voit Miranda rentrer dans sa voiture. Andy la salue de la main, et Miranda la regarde mais elle ne fait rien. Andy, habituée, passe son chemin. Cependant, une fois dans la voiture, Miranda sourit et demande ensuite au chauffeur de démarrer.

## Fiche technique
- Titre original : The Devil Wears Prada
- Titre francophone : Le diable s'habille en Prada
- Réalisation : David Frankel
- Scénario : Aline Brosh McKenna, d'après le roman homonyme de Lauren Weisberger
- Musique : Theodore Shapiro
- Direction artistique : Tom Warren
- Décors : Jess Gonchor (en)
- Costumes : Patricia Field
- Photographie : Florian Ballhaus (en)
- Montage : Mark Livolsi (en)
- Production : Wendy Finerman
  - Production exécutive : Joseph M. Caracciolo Jr. et Karen Rosenfelt
- Société de production : Fox 2000 Pictures, >Wendy Finerman Productions, Dune Entertainment
- Société de distribution : 20th Century Fox
- Budget : 35 000 000 USD
- Pays de production :  États-Unis
- Langue originale : anglais et français
- Genre : comédie romantique
- Format : couleur — 35 mm — 2,35:1 — SDDS / DTS / Dolby Digital
- Durée : 109 minutes
- Dates de sortie[1] :
  - États-Unis : 30 juin 2006
  - France : 9 septembre 2006 (Festival de Deauville) ; 27 septembre 2006 (sortie nationale)
  - Belgique : 25 octobre 2006

## Distribution

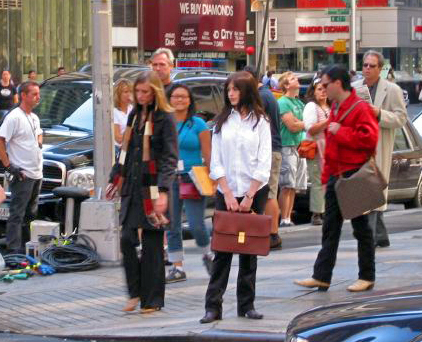
L'actrice Anne Hathaway lors du tournage d'une scène du film à Midtown (Manhattan) en septembre 2005.

- Meryl Streep (VF : Frédérique Tirmont; VQ : Marie-Andrée Corneille) : Miranda Priestly
- Anne Hathaway (VF : Caroline Victoria; VQ : Geneviève Désilets) : Andrea « Andy » Sachs
- Emily Blunt (VF : Juliette Degenne; VQ : Camille Cyr-Desmarais) : Emily Charlton
- Stanley Tucci (VF : Bernard Alane; VQ : Alain Zouvi) : Nigel Kipling
- Simon Baker (VF : Patrick Mancini; VQ : Benoît Gouin) : Christian Thompson
- Adrian Grenier (VF : Adrien Antoine; VQ : Martin Watier) : Nate Cooper
- Gisele Bündchen (VF: Marion Koen) : Serena
- Tracie Thoms (VF : Solal Valentin; VQ : Nadia Paradis) : Lily
- Rich Sommer (en) (VF : Arnaud Arbessier) : Doug
- Daniel Sunjata (VF : Jean-Paul Pitolin) : James Holt
- James Naughton (VF: Sylvain Lemarié) : Stephen
- Colleen Dengel : Caroline Priestly
- Suzanne Dengel : Cassidy Priestly
- David Marshall Grant (VF: Pierre Dourlens) : Richard Sachs
- Tibor Feldman (en) (VF : Patrick Béthune) : Irv Ravitz
- Rebecca Mader (VF : Patricia Piazza) : Jocelyn
- Alyssa Sutherland : Claker
- Stephanie Szostak : Jacqueline Follet
- David Callegati : Massimo
- Paul Keany : le portier du St. Regis
- Valentino Garavani : lui-même
- Giancarlo Giammetti (en) : lui-même
- Carlos de Souza : lui-même
- Bridget Hall : elle-même
- Heidi Klum : elle-même
- Nigel Barker (en) : lui-même

## Production
Il s'agit du deuxième long métrage réalisé par David Frankel après Miami Rhapsodie, sorti onze ans auparavant. Il est aidé par le directeur de la photographie Florian Ballhaus et la costumière Patrica Field, principalement inspirés par leur expérience sur la série Sex and the City.
David Frankel se rappelle que cette expérience était un énorme parti-pris pour tous ceux qui étaient impliqués, étant, pour lui-même ainsi que pour ceux qui travaillaient derrière la caméra, le plus gros projet jamais créé avec le peu de ressources qu'ils avaient. Il dit dans une interview pour Variety en 2016, pour les 10 ans du film : « Nous savions que nous marchions sur des œufs. Il était très probable que tout ça soit la fin pour nous ».

### Pré-production
La société de production 20th Century Fox achète les droits pour une adaptation au cinéma à Weisberger avant que le livre ne soit publié ou même terminé. Une centaine de pages du manuscrit, ainsi qu'une simple esquisse de la suite du livre, avait suffi à Carla Hecken. Elle dit en 2016 : « J'ai tout de suite pensé que Miranda Priestly était une des meilleures méchantes jamais créées. Je me souviens que tout est allé très vite ».

#### Écriture
Même si Lauren Weisberger n'avait toujours pas fini le livre, le travail d'écriture du scénario démarra rapidement. Quand il fut publié, des éléments de l'intrigue furent incorporés dans ce qui avait déjà été fait. La principale inspiration du scénario était le film Zoolander, sorti en 2001, une satire de l'industrie de la mode. Cependant, cela n'était pas assez pour le film. Elizabeth Gabler, chef de la production à Fox, nota que le roman n'avait pas de forte trame narrative. « Il n'y a pas vraiment de troisième acte dans le roman, alors nous devions le créer ».
Pendant ce temps, la productrice Wendy Finerman chercha un réalisateur. Parmi les nombreux candidats avec de l'expérience avec la comédie, c'est David Frankel qui fut retenu, malgré son expérience limitée, n'ayant réalisé qu'un seul long-métrage et quelques épisodes de Sex and the City et de Entourage. Il cite Unzipped, un documentaire de 1995 sur le styliste Isaac Mizrahi, comme inspiration pour sa vision de la mode : « Il révèle un peu de la stupidité du monde de la mode, mais il est également très sérieux ».
Lors d'une réunion avec Wendy Finerman, David Frankel lui dit que selon lui, l'histoire punit Miranda sans raison : « Selon moi, nous devrions être reconnaissants de l'excellence. Pourquoi les gens excellents devraient-ils être gentils ? » Il commença alors à imaginer plusieurs scripts. Deux jours plus tard, sa manager le persuade d'y repenser et de penser à quelque chose qu'il aime, mais qui irait dans l'esprit du roman.
Quatre scénaristes travaillèrent sur le film. Peter Hedges écrivit le premier brouillon, mais ne se crut pas capable de faire mieux ; un autre scénariste décéda. Paul Rudnick travailla les scènes de Miranda, qui furent revisitées par Don Roose. Après cela, Aline Brosh McKenna, qui put mieux travailler sur le scénario grâce à ses expériences de jeune journaliste à New York,, créa un brouillon final qui convint à la fois à Wendy Finerman et à David Frankel. Ses notes furent ajoutées au découpage final, ce qui changea totalement l'intrigue, suivant moins la trame romanesque pour se concentrer sur le conflit entre Andrea et Miranda. Elle trouva l'expérience d'écrire une histoire sur des protagonistes féminins qui ne se concentre pas autour d'une relation « très libératrice. Je sentais que je pouvais faire ce que le film voulait être, une histoire à la Faust, un Wall Street pour femmes ».
Aline Brosh McKenna a d'abord diminué la méchanceté de Miranda, avant de la restaurer quand Meryl Streep a été choisie pour le rôle. Elle cite Don Rickles comme inspiration pour les insultes de Miranda ; avant même de commencer à travailler sur le scénario, elle avait déjà en tête la phrase de Miranda : « Vas-y, embauche cette fille grosse mais intelligente », qui résume bien la disparité entre Andy et le monde dans lequel elle s'aventure.
Aline Brosh McKenna a également discuté avec des contacts travaillant dans ce monde pour rendre le scénario plus réaliste. Lors d'une conférence aux BAFTA de 2010, elle parle d'une scène qui a été modifiée après ses discussions, où Nigel dit à Andy de ne pas se plaindre autant de son travail. À l'origine, ce dialogue était plus un laïus d'encouragement pour Andy, mais l'une de ses connaissances lui a dit que cela ne serait jamais arrivé : « Personne n'est aussi gentil. Personne n'a le temps de l'être ni aucune raison de l'être ».

##### Monologue du pull bleu céruléen
| « Miranda Priestly : Vous pouvez me montrer les ceintures qui vont avec ? Mais pourquoi personne n'est prêt ici ? Assistante : Voilà, c’est pas facile, elles n’ont rien à voir… Andy Sachs : Hm ! Miranda Priestly : Ça vous fait rire ? Andy Sachs : Non, non non, c’est rien, je trouve que pour moi les deux ceintures sont parfaitement identiques. Mais vous savez, j’ai encore beaucoup à apprendre sur les fringues… Miranda Priestly : Sur les… fringues ? Ah ! Je vois. Je vois : vous croyez que tout ça n’a rien à voir avec vous. Vous, vous regardez dans votre placard, et vous choisissez… tiens, tenez, ce pauvre vieux pull-over par exemple parce que vous voulez signifier aux autres que vous vous prenez trop au sérieux pour vous intéresser aux vêtements que vous devez mettre, mais ce que vous ignorez c’est que ce pull n’est pas simplement bleu, il n’est pas turquoise, il n’est pas lapis, en fait il est bleu céruléen. Et vous êtes aussi parfaitement inconsciente du fait que, en 2002, Oscar de la Renta a créé une collection de robes bleu céruléen et je crois que c’est Yves Saint Laurent, n’est-ce pas, qui a créé les vestes militaires bleu céruléen […] Ensuite le bleu céruléen est vite apparu dans les collections de huit différents stylistes et puis la tendance a influencé la plupart des grands magasins et puis s’est répandue dans les boutiques bon marché dans des sinistres endroits où vous avez sans doute repêché le vôtre dans un grand bac de pulls soldés. Bref, ce bleu céruléen représente des millions de dollars et un nombre incalculable d’emplois, et je trouve assez amusant que vous pensiez avoir fait un choix qui n’a pas été dicté par l’industrie de la mode, alors qu’en fait vous portez un vêtement qui a été choisi pour vous par les personnes qui se trouvent dans ce bureau… au beau milieu d’un tas de fringues. » |

Le monologue du « pull bleu céruléen », où Miranda crée une connexion entre les stylistes de Runway et le pull bleu céruléen d'Andy, tout en critiquant son snobisme et en lui expliquant l'effet du ruissellement, tient ses origines dans une scène coupée des brouillons du scénario, que Meryl Streep a décidé de garder. Il devient peu à peu quelques lignes où l'éditrice dénigre son assistante en tout un discours sur « pourquoi elle trouve la mode si importante… Elle sait qu'elle affecte la vie de milliards de gens, ce qu'ils prennent sur le sol et ce qu'ils mettent sur eux le matin », dit Meryl Streep en 2016. Elle est intéressée par « la responsabilité qui repose sur les épaules d'une femme à la tête d'une marque internationale… Cette scène ne parle pas de la folie de la mode, elle parle de marketing et de business. »
Aline Brosh McKenna se rappelle qu'elle ne cessait de l'allonger jusqu'à ce qu'il convienne à Meryl Streep et David Frankel, mais même quelques jours avant le tournage du monologue, elle n'était pas sûre qu'ils l'utiliseraient ou même qu'ils le tourneraient. Alors qu'elle le réécrivait dans un Starbucks, elle réalisa que Miranda ne décrirait pas juste quelque chose de bleu — cette couleur a été choisie car un pull bleu sur Andy ressortirait bien à la caméra — mais qu'elle décrirait un bleu spécial. Parmi toutes les nuances que McKenna envoya à Meryl Streep, cette dernière choisit le bleu céruléen. Le monologue final prenait une page entière du scénario, ce qui était long pour un film mainstream. McKenna dit : « Je pensais que ce serait bien qu'au moins la moitié de tout ça se retrouve dans le film, mais finalement, chaque mot est dans le film. » McKenna a avoué que les références aux collections de Oscar de la Renta et Yves Saint Laurent sont totalement inventées et que l'importance était que le monologue ait l'air vrai, sachant, comme le dit le Huffington Post, que les stylistes trouvent souvent leurs inspirations dans la vie réelle.
Ce monologue est devenu l'un des moments les plus mémorables du film et, selon The Ringer, « le monologue signature de Miranda. » Le Huffington Post écrit en 2016 : « Le bleu céruléen n'a jamais paru aussi sinistre ». Liz Jones, ancienne rédactrice de Marie Claire, dit que c'est « un des rares aperçus de la façon dont même les plus étranges et les plus extrêmes représentants de la mode influencent et enrichissent nos vies, même si vous n'achetez vos vêtements que chez Marks & Spencer ou Gap ».

#### Attribution des rôles

##### Miranda Priestly
Une fois le scénario terminé, les producteurs du film ainsi que Fox se sont concentrés pour avoir Meryl Streep pour jouer le rôle de Miranda ; Carla Hacken se rappelle qu'elle paraissait si parfaite pour le rôle qu'aucun autre choix n'avait été discuté, même si McKenna se souvient avoir prévu des dialogues au cas où les producteurs choisissaient une autre actrice. Lauren Weisberger, qui, aux premiers abords, ne pouvait même pas imaginer Meryl Streep jouer le rôle, se souvient avoir dit, après l'avoir vu sur le tournage, que c'est clair qu'elle était parfaite pour tenir le rôle.
La rencontre de Meryl Streep avec David Frankel fut célébrée chez Fox. Mais pour Meryl Streep, même si elle savait que le film allait marcher, la paye qui lui était offerte pour le rôle de Miranda était « légèrement, sinon insultante, peu représentative de mon investissement sur le projet ». Les producteurs doublèrent la paye à environ 4 millions de dollars. Meryl Streep signa alors le contrat et Fox put donner le feu vert pour le film. D'après Frankel, Meryl Streep a vu le film comme une chance « d'embrocher les doyennes du monde de la mode ». Mère de trois filles, et ardente militante féministe, l'actrice avait l'impression que les magazines de mode « renversaient l'esprit des jeunes femmes du monde entier, ainsi que leurs priorités. C'était un retour de flamme intéressant. » Le film passe également le test de Bechdel.
Meryl Streep insista sur les scènes où elle démontre à Andy la connexion entre le pull bleu qu'elle porte et l'industrie de la haute couture, mais aussi la scène où Miranda se confesse à Andy, sans maquillage, au sujet de son divorce. Elle explique : « Je voulais que l'on voie ce visage sans cette façade protectrice, donner un aperçu de la femme derrière la femme d'affaires ».

##### Andrea Sachs
Choisir l'actrice qui jouerait Andy était un choix moins clair. Fox voulait qu'une it girl joue le rôle, et pensait que Rachel McAdams, après le succès de N'oublie jamais et Lolita malgré moi, aiderait à vendre le film. Cependant, l'actrice refusa à plusieurs reprises de jouer Andy, expliquant qu'elle essayait de rester loin des films mainstream pendant un moment.
En revanche, Anne Hathaway, convoitait activement le rôle, allant même jusqu'à tracer « Prenez-moi » dans le jardin zen sur le bureau de Hacken alors qu'elles parlaient du projet. Alors que Frankel l'appréciait assez pour ne même pas l'auditionner, ce qui était également l'avis d'autres personnes, il savait qu'elle n'était pas le premier choix de l'équipe et qu'il devait être patient. Elizabeth Gabler annonça ensuite que la société n'avait pas réalisé à quel point elle était devenue célèbre après les films Princesse malgré elle et Un mariage de princesse. Elle fut alors prise pour jouer avec Meryl Streep, ce qu'elle célébra.

##### Emily Carlton
Plus d'une centaine d'actrices ont été pressenties pour jouer le rôle d'Emily, avant qu'un des agents de casting fasse lire quelques lignes du script à Emily Blunt avant qu'elle ne quitte le studio pour Londres, pour auditionner pour le film Eragon. Frankel fut intéressé par la décision que prit l'actrice de lire son texte avec l'accent britannique malgré la nationalité américaine de son personnage dans le roman ; elle se fit remarquer pour ce sens de l'humour. Après la décision des agents de casting de Eragon de choisir Sienna Guillory, Frankel appela Emily Blunt, qui était dans les toilettes d'un bar de Londres en train de se consoler avec sa sœur, pour lui dire que même s'il l'aurait choisie juste par la première audition, la production voulait la voir une deuxième fois, plus dans le personnage. Elle insista pour garder l'accent britannique pour son personnage. Anne Hathaway et Emily Blunt perdirent toutes deux du poids pour leurs rôles : Anne Hathaway raconta même que « elles se tenaient l'une à l'autre et qu'elles pleuraient tellement elles avaient faim ». Cependant, Emily Blunt démentit les rumeurs selon lesquelles les producteurs leur auraient demandé de le faire,.

##### Nigel
Stanley Tucci est l'un des derniers acteurs à avoir rejoint la distribution : il accepte de jouer le rôle de Nigel seulement trois jours avant le début du tournage. Auparavant, les agents de casting avaient auditionné Simon Doonan, le directeur artistique de Barney's, et Robert Verdi de chez E!, deux hommes ouvertement gays du milieu de la mode. Graham Norton de la BBC a également passé l'audition. Robert Verdi avoua plus tard que la production n'avait aucune intention de le prendre — bien qu'il obtienne un caméo en tant que journaliste à Paris — et qu'ils les avaient juste utilisés, lui et Simon Doonan, pour que celui qui serait pris puisse puiser son inspiration pour jouer un personnage homosexuel. Stanley Tucci dit ne rien avoir su de cela : « Tout ce que je sais, c'est que quelqu'un m'a appelé et que le rôle avait l'air génial. » Il base son personnage sur de nombreuses personnes qu'il connaît, insistant pour porter les lunettes qu'il porte dans le rendu final.

##### Personnages secondaires

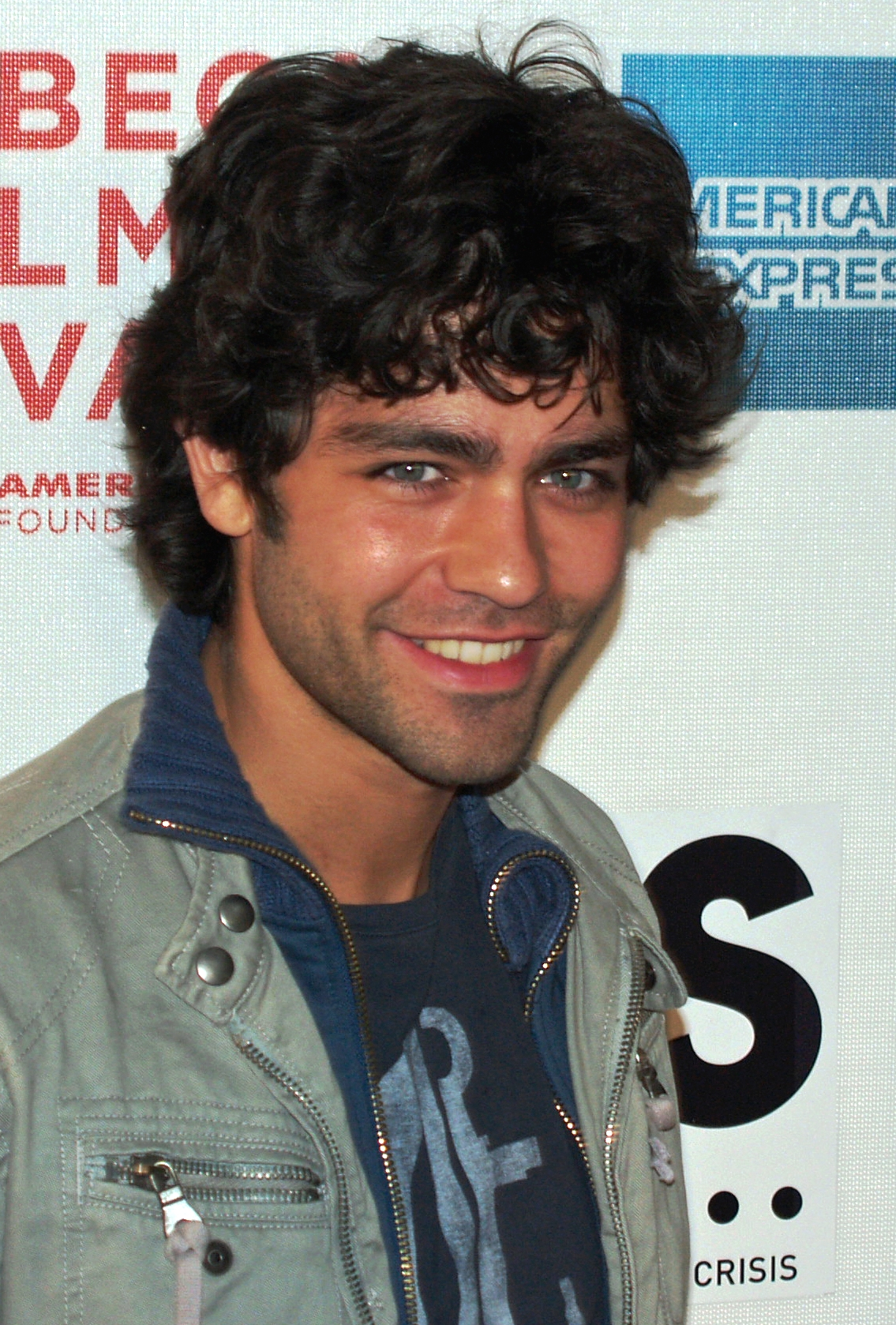
L'acteur Adrian Grenier incarne Nate, le petit-ami de l'héroïne jouée par Anne Hathaway.

Daniel Sunjata a d'abord auditionné pour le rôle de Stanley Tucci, sans enthousiasme cependant puisqu'il venait de jouer un personnage principal, puis décida d'auditionner pour le rôle de James Holt après avoir lu sa partie.
Simon Baker a auditionné pour le rôle de Christian en envoyant une vidéo de lui, portant la même veste verte qu'il porte lorsqu'il rencontre Andrea pour la première fois.
Colleen et Suzanne Dengel, les jumelles qui jouent les filles de Miranda, ont été choisies deux semaines avant de finalement auditionner pour Frankel et Finerman. Elles annoncent en 2017 qu'elles étaient toutes deux très excitées de pouvoir jouer ensemble au cinéma, et aussi de pouvoir jouer avec Anne Hathaway, étant de grandes admiratrices de l'actrice depuis Princesse malgré elle.
De nombreux stylistes voulurent faire des caméos dans le film, mais Anna Wintour leur annonça qu'ils seraient bannis des pages de Vogue s'ils le faisaient. Vogue, ainsi que de nombreux magazines de mode, refusèrent de critiquer ou même de mentionner le film. Le porte-parole d'Anna Wintour dément la rumeur, mais la costumière Patricia Field dit que de nombreux stylistes se ravisèrent tout de même, de peur de subir le courroux de Wintour.
Seul Valentino Garavani, qui a créé la robe de soirée noire que Meryl Streep porte lors de la soirée de charité, choisit d'apparaître tout de même. Il était par pure coïncidence à New York pendant le tournage et Finerman lança le pari à Patricia Field d'aller lui demander en personne, et, à sa surprise, il accepta.
Les autres caméos du films incluent notamment Heidi Klum dans son propre rôle, Lauren Weisberger en tant que nanny des deux jumelles, et la fille de Meryl Streep en tant que barista à Starbucks dans une scène coupée.
Gisele Bündchen accepta de jouer dans le film à la seule condition qu'elle n'y joue pas une mannequin.

### Tournage
Le tournage principal dura cinquante-sept jours et prit place à New York et Paris en octobre et décembre 2005. Le budget du film était de 41 millions de dollars. Originellement moins élevé, cela causa quelques problèmes, notamment pour des lieux de tournage : l'équipe de tournage ne pouvait pas filmer au MoMA ou au Bryant Park.
Florian Ballhaus, à la demande de Finerman et Frankel, filma le plus de plans possibles, que ce soit en intérieur ou en extérieur, pour avoir une vision des rues bondées de New York en fond, pour transmettre l'excitation de travailler dans une société à New York. Il utilisa également la caméra subjective pendant les scènes dans le bureau de Miranda pour mieux amener l'idée d'action, et le slow motion pour l'entrée d'Andrea après son relooking. Quelques projections arrière furent nécessaires, notamment pour le décor derrière les fenêtres ou pendant la discussion de Miranda avec Andrea dans la Mercedes.
Dans un premier temps, Fox refusa que Frankel tourne le troisième acte à Paris, car le budget était trop peu élevé. Mais après six semaines de tournage « cauchemardesques », un des membres de l'équipe de tournage monta une petite bande-annonce des meilleurs moments du film pour convaincre le studio d'augmenter le budget afin de tourner quelques scènes à l'étranger. Cependant, Meryl Streep ne fut pas autorisée à partir, car Fox pensa que cela couterait trop cher.

#### Jeu d'acteur
Quelques semaines après l'audition des personnages principaux, les acteurs se réunirent à New York pour une italienne. Anne Hathaway se souvient avoir été nerveuse et maladroite, car elle n'avait pas encore développé d'idée du personnage à ce moment, et que sa performance n'avait « rien de particulièrement impressionnant ». Emily Blunt, d'autre part, a été relaxée par le rire de Meryl Streep, ce qui l'empêcha de jouer une Emily nerveuse et distraite. Mais le clou de la session fut la première réplique de Miranda par Meryl Streep. Au lieu de la « voix stridente, tyrannique, presque aboyante » que tout le monde attendait, selon Anne Hathaway, Meryl Streep fit taire toute la salle par un murmure. « C'était tellement inattendu et brillant. » Lors de la lecture, Meryl Streep avait également modifié la réplique « Tout le monde rêve d'être moi » en « Tout le monde rêve d'être nous ».
Meryl Streep a pris la décision réfléchie de ne pas jouer son rôle comme une pâle imitation d'Anna Wintour, et décida même de ne pas prendre l'accent britannique et de rendre le personnage américain : « C'était trop restrictif pour moi. » Frankel dit : « Je pense qu'elle voulait que les gens ne confondent pas le personnage de Miranda Priestly avec Anna Wintour, et c'est pourquoi très tôt dans le processus, elle a décidé d'un look différent et d'une approche du personnage différente ». Elle a cependant gardé quelques éléments du roman, comme les phrases fétiches « C'est tout » et « Allez ennuyer quelqu'un d'autre », le jeté de manteau sur le bureau d'Andrea, ainsi que le steak commandé pour rien. Meryl Streep se prépara au rôle en lisant un livre de Liz Tilberis, la protégée d'Anna Wintour, mais aussi en s'inspirant de Diana Vreeland qui a été la rédactrice en chef de l'édition américaine de Vogue de 1963 à 1971, dont elle avait lu le journal intime. Elle perdit tellement de poids pendant le tournage que sa garde-robe a dû être changée.
Pendant la semaine de presse du film, Meryl Streep ajouta que sa performance était également inspirée de certains hommes qu'elle connaissait, sans en dévoiler les noms. Elle dit à Variety en 2016 que sa façon de parler venait partiellement de Clint Eastwood : « Il ne hausse jamais, au grand jamais la voix et tout le monde doit se pencher pour l'entendre, et il devient alors la personne la plus puissante de la pièce ». Cependant, dit-elle, Clint Eastwood ne fait pas de blagues, alors elle prit cet aspect du personnage sur Mike Nichols, réalisateur qui un jour fit une remarque cinglante qui fit rire toute la pièce, même la personne concernée. Elle ajoute avec humour : « La démarche, j'en ai bien peur, vient de moi ».
Pour le look de Miranda, Meryl Streep s'inspira de trois femmes. Sa coiffure bouffante vient de la mannequin et actrice Carmen Dell'Orefice, ainsi que de l'actrice Helen Mirren, que Meryl Streep voulait mixer avec « l'élégance et l'autorité imprenables de Christine Lagarde ». Les tenues que Patricia Field créa pour Miranda résultèrent en d'innombrables scènes où Miranda jette son manteau sur le bureau d'Andrea. Quand McKenna vit Meryl Streep en Miranda lors du premier jour de tournage, elle se rappelle avoir été si terrifiée qu'elle mit son bras devant Frankel « comme dans un accident de voiture ».
Anne Hathaway se prépara pour le rôle en travaillant pendant une semaine en tant que bénévole dans une vente aux enchères où elle fut « passée à l'essoreuse », mais aussi en posant de nombreuses questions à Lauren Weisberger sur son expérience avec Anna Wintour.
Frankel se rappelle qu'Anne Hathaway était très nerveuse pendant le tournage, surtout pendant les scènes tournées tard, car son petit ami de l'époque, Raffaello Follieri, préférait qu'elle ne le fasse pas ; elle avait également des problèmes de santé à cause d'un kyste. Le réalisateur se souvient aussi la voir « terrifiée » avant de jouer sa première scène, car Meryl Streep lui avait dit auparavant : « Je pense que tu es parfaite pour le rôle et je suis très heureuse que nous travaillions sur ce projet ensemble. C'est aussi la dernière chose gentille que tu entendras de moi ». Streep garda cette mentalité avec toutes les autres personnes du tournage, gardant ses distances avec les acteurs et les membres de l'équipe sauf extrême nécessité ou s'il était question de parler du rôle,.
La scène où Andy amène le book chez Miranda était, selon les sœurs Dengel, qui jouent les filles de Miranda, totalement improvisée. Colleen Dengel dit à BuzzFeed en 2017 : « C'est juste quelque chose que nous avons essayé avec Anne [Hathaway] et c'est resté. » Néanmoins, il fallut trois autres jours de tournage pour avoir le plan des jumelles dans l'escalier exactement comme le voulait Frankel, qui était inspiré par la scène des petites filles de Shining.
C'est Meryl Streep qui suggère la présence d'une scène où Miranda discute de la prochaine édition du magazine, ce qui ne fait pas avancer l'intrigue mais qui montre comment Miranda travaille sans qu'Andrea ne soit présente. C'est également son idée de présenter Miranda sans maquillage pendant sa confession à Andrea. Emily Blunt, pour sa part, a ajouté la réplique où elle dit à Andy : « J'entends ça (imite une bouche qui parle avec sa main) et je veux entendre ça (ferme sa main) », qu'elle tient d'une mère qu'elle aurait vu dire ça à son enfant dans un supermarché pendant le tournage.

#### Costumes
David Frankel avait déjà travaillé avec Patricia Field dans son premier long-métrage Miami Rhapsodie ainsi que dans Sex and the City, et savait que ce que portaient les acteurs seraient de la plus grande importance dans un film centré sur l'univers de la mode. Il en parle en plaisantant : « Je comptais l'embaucher et ensuite la laisser faire ».
Même si Valentino Garavani est le seul à apparaître à l'écran, de nombreux autres stylistes ont aidé Patricia Field. Le budget des costumes pour le film était de 100 000 dollars, auquel s'ajoutait des prêts faits par des connaissances de Patricia. Elle pense que le budget final des costumes s'approche du million, ce qui en fait un des films les plus chers en costumes dans l'histoire du cinéma. L'objet le plus cher du film est un collier Fred Leighton d'une valeur de 100 000 dollars à lui seul, porté par Meryl Streep.
Quand Andrea arrive dans le bureau pour le relooking de Nigel grâce aux archives de Runway, elle est habillée entièrement en Chanel. Patricia Field explique en 2016 que « j'ai senti qu'Anne Hathaway était plus une fille à porter du Chanel plutôt que du Versace ou du Roberto Cavalli ». Quand elle appela la maison de couture pour avoir de l'aide, ils acceptèrent volontiers car « ils voulaient montrer du Chanel sur une jeune femme pour avoir un autre point de vue, que ce n'est pas juste une marque pour les femmes mûres en tailleur, mais aussi pour les femmes jeunes et branchées ». La garde-robe d'Andrea est aussi beaucoup composée de Calvin Klein.
Patricia Field a aussi beaucoup été aidée par Dolce & Gabbana et Calvin Klein, avec quelques contributions de la part du styliste libanais Georges Chakra. Même si Field cherchait à éviter que Meryl Streep ressemble à Anna Wintour, elle a généreusement été aidée par Prada — selon les estimations de Field, 40% des chaussures que l'on voit sur Meryl Streep sont des Prada. Field dit : « Je sais que son personnage est inspiré d'Anna Wintour, mais je ne voulais pas copier son style ». La costumière ainsi que l'actrice pensaient qu'à l'instar d'Anna Wintour et de Diana Vreeland, qui la précédait, Miranda devait avoir un style bien à elle, déjà caractérisé par sa perruque blanche, ainsi que par les nombreux vêtements choisis : « En choisissant la garde-robe, l'idée générale était que c'était une rédactrice en chef et qu'elle a son propre style. Nous créons un personnage original. »
Patricia Field ajoute qu'elle évita de prévaloir les effets de mode de l'époque sur Miranda pour lui donner un look plus intemporel, basé sur les archives de Donna Karan et des pièces de Michaele Vollbracht pour Bill Blass : elle ne voulait pas que l'on sache directement ce que Miranda portait.
Pour créer un contraste entre Andrea et Emily, Patricia Field donna à Andrea un sens du style plus sûr et moins "prise de risques", avec des vêtements qui pourraient apparaître dans les pages d'un magazine ou qui seraient confortables pour une jeune diplômée qui essaie de se fondre dans la masse de son lieu de travail. Emily Blunt, d'autre part, était « tellement extrême qu'elle en tomberait presque ». Patricia Field lui choisit des pièces de Vivienne Westwood et de Rick Owen pour lui donner un côté plus branché et underground. Après la sortie du film, certains des looks du film devinrent célèbres, à l'amusement des producteurs,.
Stanley Tucci remarqua tout particulièrement le talent qu'avait Field de non seulement créer des tenues élégantes mais qui pouvaient également aider au développement du personnage : il garda par ailleurs une cravate Dries von Noten que son personnage porte.

#### Décors
Après avoir visité plusieurs bureaux de réels magazines de mode, la chef décorateur Jess Gonchor donna aux bureaux de Runway un décor blanc et propre pour montrer ce que David Denby appelle « le blanc et le beige chastes de l'autorité imperméable ».
Le bureau de Miranda a de fortes similitudes avec le vrai bureau d'Anna Wintour : on y trouve un miroir octogonal sur le mur et des photos et des fleurs sur le bureau. Toutes ces similitudes forcèrent Anna Wintour à redécorer son bureau après la sortie du film. Le magazine Runway en lui-même ressemble beaucoup à Vogue, et l'une des couvertures sur le mur des bureaux, avec trois mannequins, est un hommage clair à la couverture d'août 2004 du magazine.
Elle choisit même de mettre plusieurs fonds d'écran d'ordinateur pour montrer les différents aspects des personnages d'Emily Blunt et d'Anne Hathaway : l'Arc de triomphe de l'Étoile sur l'ordinateur d'Emily montre son aspiration à accompagner Miranda à la Fashion Week, alors que les fleurs sur celui d'Andrea montre les qualités naturelles qu'elle a pour exceller dans le domaine. Pour la photo d'Andrea avec ses parents, Anne Hathaway posa avec sa propre mère et David Marshall Grant.
Les sœurs Dengel se rappellent avoir demandé tous les jours pendant trois ans si la copie du livre Harry Potter dans le film était la vraie — à leur grand regret, elle était totalement factice et ne contenait que des gribouillis. La copie a été vendue pour 586 dollars sur eBay, ainsi que de nombreux vêtements utilisés dans le film, aux profits d'une association.

##### Produits
Mis à part les vêtements et accessoires de mode, d'autres marques connues sont visibles dans le film :
- comme dans de nombreuses sociétés du milieu de la création, les employés de Runway utilisent des ordinateurs Apple ;
- des bouteilles de San Pellegrino sont utilisées dans les bureaux de Runway ;
- les téléphones IP utilisés dans les bureaux de Runway, mais aussi à l'accueil du bâtiment où ils se trouvent, sont de la marque Mitel ;
- Miranda boit son café chez Starbucks ;
- Andrea utilise un téléphone Hiptop alors que Miranda et Nigel utilisent un RAZR V3 de chez Motorola ;
- les chauffeurs de Miranda ont une Lincoln Town Car ou une Mercedes-Benz W221 ;
- dans une des scènes, on voit Anne Hathaway conduire une Porsche 911 (997) ;
- Andrea offre à son ami un téléphone de la marque Bang & Olufsen.

##### Lieux

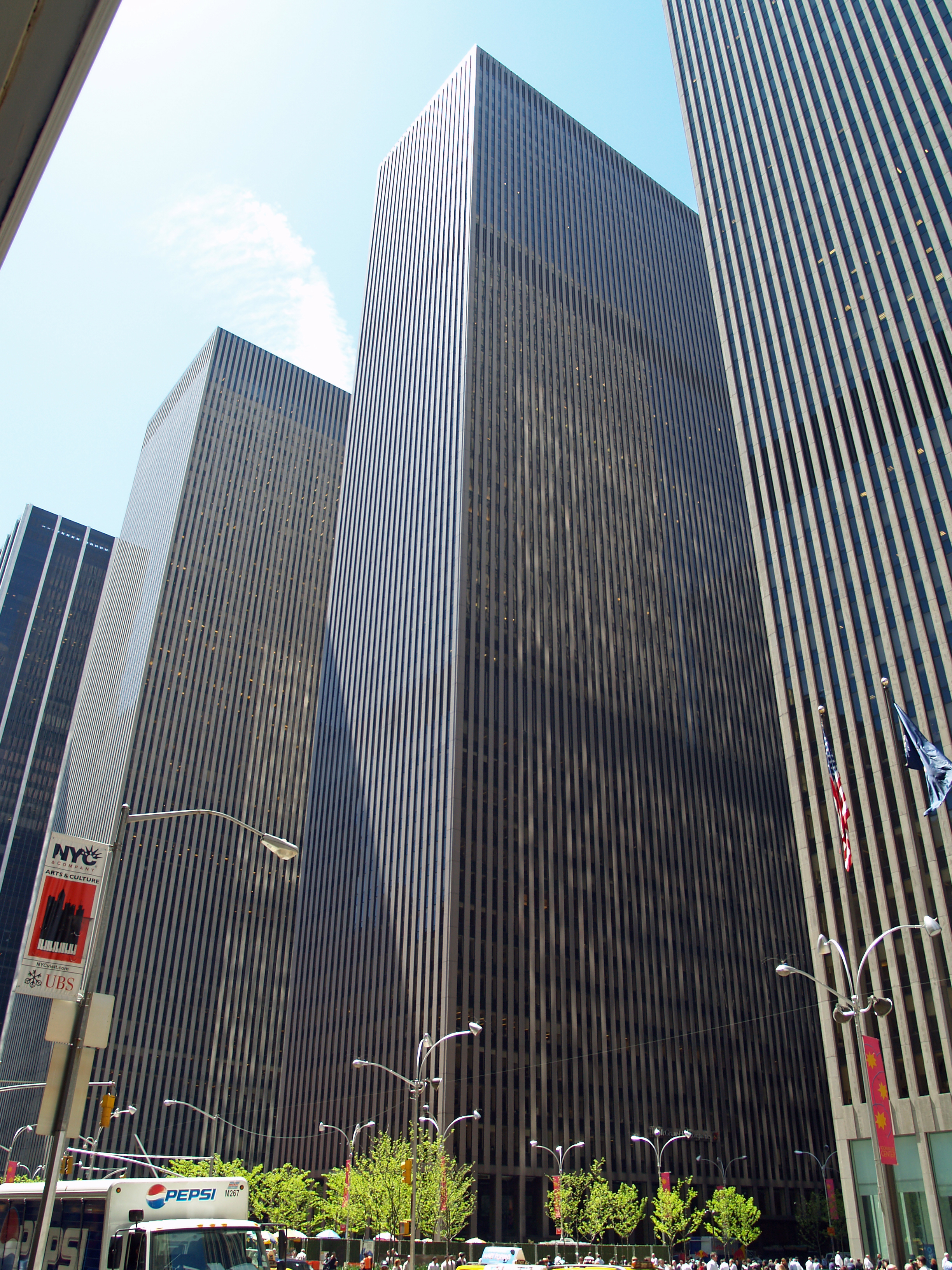
Le McGraw-Hill Building.

###### New York
- Le building utilisé pour l'extérieur et l'accueil d'Elias-Clarke est le McGraw-Hill Building, sur la Sixième Avenue.
- Les bureaux de Runway sont filmés dans le building de Fox et quelquefois sur un plateau[21].
- La cafétéria d'Elias-Clarke est celle de Reuters, à Manhattan[21].
- L'appartement de Nate et Andy est dans le Lower East Side[26],[46].
- Andy prend le métro à la station Spring Street et sort sur Lexington Avenue[46].
- Bubby's, le restaurant où travaille Nate, et où Andrea mange parfois avec ses amis, est à Tribeca[26].
- On voit le restaurant et la cuisine de Smith & Wollensky[21].
- La salle d'exposition de Calvin Klein apparaît dans une scène coupée[27].
- Le studio de Holt est en réalité celui d'un vrai styliste[26].
- Le Musée américain d'histoire naturelle est utilisé pour l'extérieur de l'événement de charité, et un des bâtiments de Foley Square est utilisé pour l'intérieur[21].
- La maison de Miranda se situe dans l'Upper East Side et appartient à un ami de Finerman. Il a dû être décoré à la dernière minute après qu'aucune des autres maisons choisies ne puisse être utilisée[26].
- Christian donne le manuscrit de Harry Potter à Andy au St. Regis Hotel[46].
- Le train que prennent les filles de Miranda est un train Amtrak, qui traverse l'Hudson pour aller à Haverstraw Bay.
- Lorsque Meryl Streep sort de sa limousine supposément à Paris, elle est sur la 77e rue et la Huitième Avenue.
- La salle du New York Mirror où Andrea passe son entrevue à la fin du film est celle du New York Sun, maintenant fermé pour faillite[21].
- Le café où Andy s'excuse auprès de Nate est le Mayrose, à Broadway, près du Flatiron Building. Il a depuis fermé et est devenu un magasin Flying Tiger Copenhagen.

###### Paris
Le tournage à Paris n'a duré que quelques jours, pour certaines scènes extérieures.
- La fontaine où Andy jette son téléphone est celle de la Place de la Concorde. On la voit aussi traverser le Pont des Arts. D'autres scènes se déroulent à Saint-Germain-des-Prés et devant le Musée Galliera.
- Tous les intérieurs d'hôtels sont tournés au St. Regis à Manhattan. Les défilés sont tournés dans le Queens. L'hôtel de Christian est le Times Square W Hotel[21].

### Post-production
Aline Brosh McKenna et le monteur Mark Livolsi réalisèrent que la meilleure formule du film était de se concentrer sur la trame Andrea–Miranda. Il coupa alors des scènes de transition, comme l'entretien d'embauche d'Andrea et le déplacement de l'équipe de Runway au studio de James Holt. Il coupa également une scène où Miranda complimentait Andrea. En regardant le DVD, David Frankel les découvrit pour la première fois, car Livolsi ne les avait incluses dans aucun des brouillons envoyés au réalisateur.
Mark Livolsi est surtout loué pour avoir créé les quatre montages clefs du film : le générique de début, les jetés de manteau de Miranda, le relooking d'Andrea et l'arrivée à Paris. Le troisième était un défi particulier puisque les changements de tenue d'Anne Hathaway sont créés par des voitures en marche, des bouches de métro ou encore des colonnes dans le hall d'entrée d'Elias-Clarke.

## Musique

### Musiques préexistantes
- Blue at Couch - Kenji Nakamura
- Dance Floor (Le D Remix) - The Tao of Groove
- Every Angel - The Push Stars
- I Don't Love Anyone - Belle & Sebastian
- Jump - Madonna
- Les Yeux Ouverts (Dream a Little Dream) - The Beautiful South
- Our Remains - Bitter:Sweet
- Suddenly I See - KT Tunstall
- Time Will Tell - The Good Listeners
- Vato Loco - Latin Soul Syndicate
- Yeah Yeah Brother - Black Grape
- All Kinds of Time - Fountains of Wayne

### Bande originale

#### Liste des titres
1. Suddenly I See, KT Tunstall – 3:20
2. Vogue, Madonna – 5:19
3. Bittersweet Faith, Bitter:Sweet – 4:20
4. City of Blinding Lights, U2 – 5:44
5. Seven Days in Sunny June, Jamiroquai — 4:00
6. Crazy, Alanis Morissette – 3:38
7. Beautiful, Moby — 3:10
8. How Come, Ray LaMontagne – 4:28
9. Sleep, Azure Ray – 5:00
10. Feelin' Hypnotized (BlackliquidRemix), DJ Colette – 4:55
11. Tres Tres Chic, Mocean Worker – 3:39
12. Here I Am (Kascade Remix), David Morales feat. Tamra Keenan – 3:38
13. Suite from "The Devil Wears Prada", Theodore Shapiro – 6:24

### The Devil Wears Prada Orchestral Oscar Edition
1. She's On Her Way- 02:00
2. End Of The Interview - 00:24
3. Up And Down - 00:39
4. Go To Calvin Klein, Hermes And Others - 01:01
5. You're Already Late - 01:06
6. Intensive Week - 01:25
7. A Plane For Miranda - 01:21
8. She Hates Me, Nigel! - 01:02
9. The New Look Of Andrea - 02:24
10. James Holt's Collection - 01:42
11. The Book To My Home Tonight Andrea! - 00:32
12. In Miranda's House - 02:03
13. Andrea Goes Upstairs - 00:48
14. The Harry Potter Manuscript - 02:07
15. Meet You At The St. Regis - 01:05
16. That's All! - 00:29
17. The Gala Preparation - 00:44
18. You're... You're A Vision! - 01:14
19. Just For One Drink - 01:17
20. You Look Very Pretty - 00:55
21. Emily's Accident - 01:16
22. Is There Anything Else I Can Do? - 01:28
23. Christian And Andrea - 01:17
24. At The Hotel - 00:34
25. Andrea Find The Mockup - 01:14
26. Andrea Can't Speak To Miranda - 01:43
27. The New President: Jacqueline Follet - 02:48
28. Miranda And Andrea - 02:12
29. Nate And Andrea - 00:56
30. You Must Have Done Something Right - 01:02
31. Go - 03:14
32. End Titles - 01:58

## Sortie et accueil

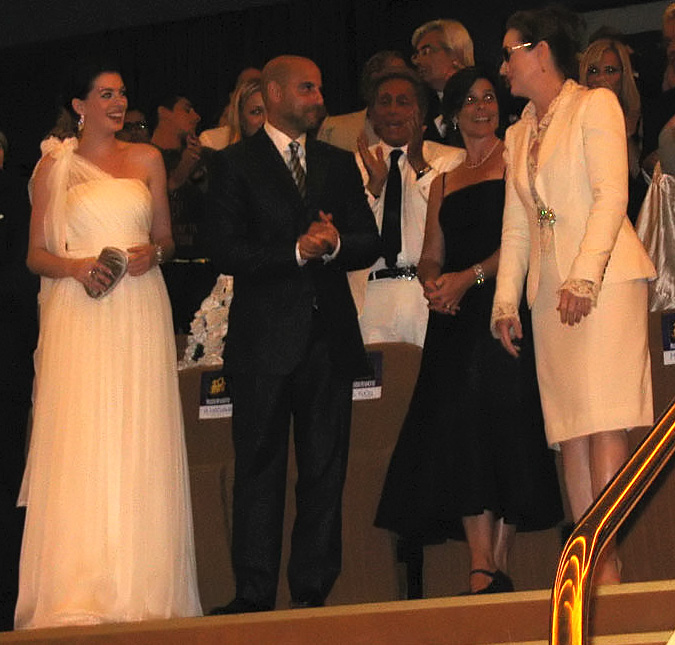
Les acteurs principaux du film : Anne Hathaway, Stanley Tucci et Meryl Streep (et le couturier Valentino en arrière-plan) à la première italienne du film, en octobre 2006.

### Promotion
À l'origine, David Frankel avait réussi à convaincre Fox de seulement faire un shooting promotionnel à Paris. Cependant, sa frénésie fait qu'il souhaita pousser plus commercialement le film. Il repoussa la date de sortie de février à juin, afin que le public puisse avoir une alternative plus légère à Superman Returns.
Deux décisions de commercialisation du studio, originellement préliminaires, furent gardées pour la promotion du film. La première était la création de l'affiche promotionnelle : une chaussure à talon aiguille rouge se terminant en fourche, qui fut si fructueuse et efficace qu'elle en devint presque iconique et qu'elle fut utilisée pour les produits dérivés du film, comme les couvertures de DVD ou les pochettes de CD de la bande originale.
Le studio créa également une bande-annonce à partir de scènes strictement sorties des trois premières minutes du film, dans lesquelles Andrea rencontre Miranda pour la première fois, afin qu'elle puisse être utilisée dans les festivals le temps qu'ils puissent en créer une plus représentative du film dans son entièreté. Cependant, elle se prouva si efficace face au public, créant de l'anticipation pour le reste du film sans tout dévoiler, qu'elle devint la bande-annonce officielle.
Elizabeth Gabler décrivit l'équipe de marketing du film comme étant « très créative ». Bien qu'ils savaient que le sujet et la présence d'Anne Hathaway attirerait le public jeune et féminin, ils ne voulaient pas « faire croire qu'il s'agissait d'un chick flick ».

### Critique
Le diable s'habille en Prada a été globalement bien reçu par les critiques anglophones, obtenant un pourcentage de 75 % sur le site Rotten Tomatoes, fondé sur 194 commentaires collectés et une note moyenne de 6.6⁄10 et une moyenne de 62⁄100 sur le site Metacritic basé sur 40 commentaires. Rotten Tomatoes dit du film : « l'un des rares films qui surpasse la qualité du roman de base, ce Diable est un portrait intelligent du monde de la mode new-yorkaise, avec une Meryl Streep au meilleur d'elle-même et une Anne Hathaway plus que convaincante ».
Les premières critiques du film se concentrent principalement sur la performance de Meryl Streep, couverte d'éloges pour avoir rendu ce personnage extrêmement antipathique bien plus complexe que dans le roman. A. O. Scott écrit dans le New York Times : « avec ses cheveux argentés et sa peau pâle, sa diction presque silencieuse aussi parfaite que sa posture, la Miranda de Mme Streep évoque à la fois la terreur et l'admiration. Elle n'est plus seulement l'incarnation du mal, mais aussi une vision d'une grâce aristocratique, déterminée et étonnamment humaine », critique partagée par Kyle Smith du New York Post : « la perfide Meryl Streep décide sagement de ne pas imiter Anna Wintour, l'inspiration du roman, mais de créer son propre personnage, étonnamment crédible ».
David Edelstein, dans le magazine New York, critique le film comme étant « faible », mais louange Meryl Streep pour sa « minimaliste et fabuleuse performance ». J. Hoberman, connaissance de Edelstein travaillant à The Village Voice, dit que le film est une amélioration du roman et que la Miranda de Meryl Streep est « la plus effrayante, nuancée et drôle des méchants depuis la Sorcière Blanche de Tilda Swinton dans Le Monde de Narnia : Le Lion, la Sorcière blanche et l'Armoire magique ».
Emily Blunt fut également couronnée de lauriers. Clifford Pugh écrit dans le Houston Chronicle : « elle a plusieurs des meilleures répliques du film et vole la vedette dans presque chaque scène où elle apparaît », critique partagée par de nombreux spectateurs et admirateurs,.
Tandis que toutes les critiques étaient unanimes sur les performances de Meryl Streep et Emily Blunt, elles pointent également quelques faiblesses, en particulier le scénario, qui a été grandement amélioré par le script de McKenna selon des critiques familiers avec l'œuvre de Weisberger,. Parmi les exceptions se trouve par exemple Angela Baldassare de chez MSN Canada, qui pense que le film avait besoin de plus que les vacheries dont selon elle regorge le roman.
David Denby résume son avis sur le film ainsi : « Le diable s'habille en Prada raconte une histoire que nous connaissons, et ne creuse pas vraiment en dessous de la surface de son sujet. Néanmoins, quelle surface ! ».
Les réactions face à la performance d'Anne Hathaway ne s'avèrent pas être aussi unanimes que pour beaucoup des autres acteurs. Alors que David Denby dit que « elle montre, avec rien de moins qu'un regard paniqué, ce que Weisberger prend des pages à décrire », Angela Baldassare trouve qu'elle a « à peine su faire le travail ».

#### Représentation de l'industrie de la mode
Certains journalistes de mode insistèrent sur le réalisme du film. Les critiques sont extrêmement variées. Booth Moore du Los Angeles Times réprimande Patricia Field pour avoir créé « une mode fantaisie mais avec peu de rapport avec la réalité », qui reflèterait ce que les gens pensent de l'industrie de la mode plus que ce qu'elle est vraiment : selon elle et son expérience, contrairement au film, les fashionistas portaient moins de maquillage et tendaient plus à valoriser les styles plus osés, ce à quoi Patricia Field rétorqua : « s'ils veulent voir un documentaire, ils peuvent regarder History ». Une autre journaliste de mode, Hadley Freeman, travaillant pour The Guardian, se plaignit plus du sexisme et des clichés implicites qui, pour elle, sont ancrés dans les films traitant de la mode en général.
Charla Krupp, le rédacteur en chef de SHOP, Inc., dit : « c'est le premier film que je vois qui coche toutes les cases. Il montre les nuances de la politique et les tensions de ce monde — les coups de poignard et le léchage de bottes — mieux que n'importe quel autre film ».
Joanna Coles, l'éditrice de Marie Claire aux États-Unis, dit : « le film embroche ce genre de jeunes femmes qui vivent mode, respirent mode, pensent mode avant tout le reste, ces jeunes femmes qui préfèrent mourir plutôt que de sortir sans leur nouveau sac Muse de chez Yves Saint Laurent qui coûte trois fois leur salaire mensuel. Il est aussi très réaliste dans sa compréhension des relations entre la rédactrice en chef et l'assistante ».
Ginia Bellefante, ancienne journaliste de mode pour The New York Times, dit de ce film qu'il est « facilement le portrait le plus sincère de la culture de la mode depuis Unzipped » et le félicite de la façon dont il montre la manière dont la mode a changé au début du XXIe siècle ». Ruth La Ferla, sa collègue, y trouva une vision différente de cette industrie. Beaucoup trouvèrent que la mode dans le film était trop prude et la beauté trop exagérée, ce qui correspondait plus aux années 1980 qu'aux années 2000. Patricia Field répond : « mon travail est de présenter un divertissement, un monde que les gens peuvent visiter et où ils peuvent voyager ».
Liz Jones, ancienne rédactrice de Marie Claire en Angleterre, écrit dans le Daily Mail que le film était « un rappel cinglant des trois années les plus surréalistes de ma vie ». Le seul détail qui ne collait pas selon elle était l'absence de fleurs dans la chambre d'hôtel de Miranda à Paris : en tant que rédactrice, ses chambres d'hôtel lors des déplacements pour la Fashion Week de Paris ou de Milan étaient remplies de tellement de fleurs de la part des stylistes qu'elle pensait qu'elle était « morte avant l'heure ». Elle s'est également retrouvée dans la personnalité de Miranda : « ça ne me prit que quelques semaines en tant que rédactrice pour devenir cette créature exotique et gâtée, cette experte en magazines, dont chaque caprice se doit d'être comblé ».

### Box-office
Le film démarre à la seconde place du box-office américain lors de sa première semaine d’exploitation en salles, avec des recettes de 48 millions de dollars. Par la suite, le film fait trois semaines honorables au box-office, bien qu'inférieures à la première semaine, mais parvient à atteindre les 100 millions de dollars de recettes aux États-Unis en quatrième semaine, pour arriver finalement à 124,7 millions de dollars de recettes sur le territoire américain après vingt-quatre semaines à l'affiche, remportant un succès commercial au vu de son budget estimé à 35 millions.
Mais c'est à l'étranger que le film a connu un véritable triomphe, puisque le film a rapporté 201,8 millions de dollars à l'international, excepté les États-Unis, avec des succès importants en Australie, en France, en Allemagne, en Italie, au Japon, en Corée du Sud et au Royaume-Uni, où les recettes ont dépassé les dix millions, voire les vingt millions de recettes.
Finalement, Le diable s'habille en Prada a engrangé 326,5 millions de dollars de recettes dans le monde. Ce fut le film le plus rentable pour Meryl Streep jusqu'à Mamma Mia! en 2008, pour Anne Hathaway jusqu'à Alice au pays des merveilles en 2010, pour Stanley Tucci jusqu'à Captain America: First Avenger en 2011 et pour Emily Blunt jusqu'à Into The Woods en 2014.

En France, le film est resté durant les trois premières semaines consécutives à la seconde place et un cumul de 1,4 million d'entrées, pour finir avec 2,1 millions d'entrées en vingt-et-une semaines à l'affiche.
| Pays ou région | Box-office        | Date d'arrêt du box-office | Nombre de semaines |
| -------------- | ----------------- | -------------------------- | ------------------ |
| Mondial        | 326 551 094 USD   | 15 mars 2009               | -                  |
| États-Unis     | 124 740 460 USD   | 14 décembre 2006           | 24                 |
| France         | 2 177 476 entrées | 14 février 2007            | 21                 |

### Anna Wintour
Anna Wintour assista à l'avant-première du film à New York, habillée en Prada. Malgré son scepticisme, elle trouva le film « vraiment divertissant » et apprécia la nature « décisive » du portrait de Miranda par Meryl Streep : « tout ce qui rend la mode divertissante, belle et intéressante est merveilleux pour cette industrie, alors je soutenais ce projet à 100% ». Meryl Streep ajoute qu'Anna Wintour a « probablement été plus énervée par le roman que par le film ». La popularité d'Anna Wintour s'est accrue après la sortie du film.

## Impact culturel
En 2016, pour fêter le dixième anniversaire de la sortie du film, Vanity Fair fit une liste des résultats du box-office pendant le week-end du Jour de l'indépendance aux États-Unis sur les quinze dernières années, pour montrer que les films dont on se souvient le plus ne sont pas forcément ceux qui ont été les plus visionnés au cinéma. Le magazine nomme la victoire de Superman Returns sur Le diable s'habille en Prada « la plus ironique » des victoires : « il n'y a même pas besoin de démontrer à quel point Le diable s'habille en Prada s'est ancré dans la culture populaire d'aujourd'hui, tout comme il n'y a pas besoin de démontrer à quel point Superman Returns ne l'a pas fait ».
L'opinion des acteurs sur pourquoi le film a eu autant d'effet diffère. Selon Anne Hathaway, beaucoup de gens se retrouvent dans le personnage d'Andy, qui travaille pour quelqu'un qui semble impossible à satisfaire : « tout le monde a déjà vécu une expérience comme celle-ci ». Stanley Tucci, quant à lui, ne pense pas qu'une explication profonde soit nécessaire : « c'est juste un putain de film brillant, et les films brillants ont de l'influence, peu importe de ce qu'ils traitent ».

### Impact sur les acteurs
Les membres de la distribution ont tissé des liens très forts pendant le tournage, et restent très proches. En 2010, Emily Blunt les invite à son mariage avec John Krasinski, où Stanley Tucci rencontre la sœur d'Emily, Felicity, avec qui il se mariera plus tard. Emily dit à Variety : « dix ans après Le diable s'habille en Prada, Stanley fait vraiment partie de ma famille. Si ce n'est pas dingue ? ».
Variety maintient également le fait que le film bénéficia aux trois actrices principales. Le magazine a notamment observé que le rôle de Meryl Streep lui a ouvert des portes vers plus de films grand public, comme Julie et Julia ou encore Mamma Mia!. Quant à Anne Hathaway, le role d'Andrea était le premier rôle qu'elle jouait dans un film destiné à un public adulte. Les producteurs furent étonnés de voir à quel point elle pouvait tenir son rôle face à l'imposante Meryl Streep, ce qui lui permit d'être demandée pour des rôles plus sérieux comme dans les films Rachel se marie ou Les Misérables, pour lequel elle gagna un Oscar : « je pense que les gens ont vu quelque chose de prometteur — les gens ont voulu en voir plus ».
Anne Hathaway est convaincue que la carrière d'Emily Blunt a décollé grâce à ce rôle : « je n'avais jamais vu une étoile naître comme ça. C'était la première fois que ça m'arrivait ». Emily Blunt avoue qu'effectivement, le changement s'est fait « du jour au lendemain » : le jour même après la sortie du film, les employés du café où elle allait prendre son petit-déjeuner tous les matins à Los Angeles commencèrent à la reconnaître. Elle ajoute que même une dizaine d'années après, des gens lui citent son personnage au moins une fois par semaine.

### Impact sur le public
Elizabeth Gabler dit : « Le film a vraiment ouvert la voie pour les réalisateurs et les distributeurs du monde entier sur l'existence d'un public féminin fort et qui n'est pas limité par l'âge ». Elle cite par exemple des films comme Mamma Mia!, 27 robes (écrit par McKenna) ou encore Avant toi, qui, selon elle, s'avèrent copier la recette du succès Diable en s'attirant son public. Mais elle pense également que ces films ne peuvent pas faire mieux : « Le diable s'habille en Prada me rappelle ces films que nous n'avons plus maintenant : il me ramène à ces classiques qui avaient plus qu'une seule intrigue, et dans lesquels on ne cessait de vouloir trouver quoi que ce soit qui pouvait se rattacher à l'époque du film ».
Pour Meryl Streep, comme elle le dit à Indiewire, l'aspect le plus important du film est que « pour la première fois après un film, des hommes sont venus me voir et m'ont dit : « je sais ce que tu as ressenti, ça ressemble à ma vie ». C'était pour moi la chose la plus incroyable dans Le diable s'habille en Prada — les hommes se sont sentis concernés à un niveau viscéral ».

### Impact dans la pop culture
Le film s'est profondément ancré dans la culture populaire.
Le succès du film mena à réfléchir à une série inspirée de l'histoire du film, produite par Fox Television Studios, mais le projet avorta avant même la création d'un épisode pilote.
L'épisode 5 de la saison vingt et un des Simpson, nommé Le diable s'habille en nada, parodie quelques scènes du film original.
L'épisode 7 de la quatrième saison de la série américaine The Office commence par une scène où le personnage de Steve Carrell imite Miranda après avoir regardé le film sur Netflix.
Dans l'épisode 11 de la saison 1 de la série Lucifer, ce dernier offre sa chemise à un sans-abri en insistant sur la marque de la chemise "Le diable s'habille effectivement en Prada".
Dans l'épisode 18 de la quatorzième saison de L'Incroyable Famille Kardashian, Kris Jenner se déguise en Miranda Priestly,.
Pour le dixième anniversaire du film, Alyssa Rosenberg écrit dans The Washington Post que le personnage de Miranda a été le précepteur pour de nombreuses antihéroïnes de la fin des années 2000 et des années 2010 comme Olivia Pope dans la série Scandal ou Cersei Lannister de Game of Thrones : elles assument leur position d'autorité dans un monde souvent dirigé par des hommes, malgré quelques failles parfois, qu'elle doit défendre en évitant les scandales que l'on peut lancer à son sujet, pour « prouver qu'en tant que femme elle n'aurait jamais dû y arriver ». Ainsi, malgré le succès qu'elle récolte, « elle s'enferme dans une vie aussi limitée qu'une jupe crayon moulante ».

### Impact dans la société
The New York Times écrit en 2008 que le film a redéfini l'image publique de ce qu'est une assistante. Sept ans plus tard, Francesca Mari de Dissent disserte sur « l'économie de l'assistant », selon laquelle de nombreux chefs d'entreprise profitent des employés pour accomplir des tâches professionnelles ou personnelles, et présente Le diable s'habille en Prada comme le meilleur exemple de ceci. L'année suivante, en écrivant sur une proposition de loi aux États-Unis sur les heures de travail, le Times appelle cette pratique « l'économie Prada », un terme que plusieurs journalistes réutiliseront également.
Dans un article de 2016, cherchant à comprendre l'engouement intemporel du film, Variety écrit : « Comme beaucoup de classiques, Le diable s'habille en Prada a bénéficié d'un timing parfait. Il a marqué la démocratisation du monde de la mode — lorsque la masse a commencé à porter attention à l'industrie autour de ce qu'ils portaient. » Il donne aussi au film le mérite d'avoir donné de l'intérêt pour l'adaptation colombienne de la série Ugly Betty, qui est diffusée des mois après la sortie du film. On dit aussi du Diable s'habille en Prada qu'il a aidé à augmenter l'intérêt pour le documentaire de R.J Cutler The September Issue, centré autour d'Anna Wintour et d'autres rédacteurs de Vogue lors de la préparation de l'édition de septembre 2007 du magazine.
Pour le dixième anniversaire du film, Alison Herman écrit dans The Ringer : « Le diable s'habille en Prada a transformé l'image d'Anna Wintour : elle est passée de simple figure publique à une icône culturelle. Autrefois simple rédactrice en chef, elle est maintenant l'image du patron suprême que tu critiques quand tu es à trois bières pendant la happy hour avant de lui amener gentiment le café le lendemain. Elle est passée d'un tyran qui porte du chinchilla à une icône pour la génération Facebook ».
Variety ajoute dans un article de 2016 : « Le film a montré à Hollywood qu'il n'est jamais sage de sous-estimer une femme forte ».

## Suite
En 2013, Weisberger publie la suite du roman, Revenge Wears Prada (La revanche s'habille en Prada). Cependant, aucun projet de film n'est proposé : en effet, Meryl Streep et Anne Hathaway ont montré leur désapprobation. Meryl Streep a annoncé publiquement qu'elle n'était pas intéressée par une suite pour ce film en particulier. Alors qu'Anne Hathaway avoue être intéressée par jouer avec les mêmes acteurs, ce devra être pour « quelque chose de complètement différent ». Selon elle, Le diable s'habille en Prada « est parfait comme il est, et il est peut-être mieux de laisser ça ainsi ».
Le 9 juillet 2024, le développement d’une suite écrite par la scénariste du film original, Aline Brosh McKenna, a été officialisé chez Walt Disney, avec Meryl Streep et Emily Blunt.
Le 30 juin 2025, 20th Century annonce que le tournage du Diable s'habille en Prada 2 a commencé. Sont notamment présents Meryl Streep, Anne Hathaway, Emily Blunt et Stanley Tucci. La sortie française du film est prévue pour le 29 avril 2026.

## Comédie musicale
En 2015, il est annoncé qu'une adaptation du film en comédie musicale était en cours de production. En 2017, il est annoncé que Elton John et Shaina Taub écrirait la musique et les paroles, et que Paul Rudnick serait responsable du scénario.